# Al-Mazar (Hajfa)
Al-Mazar (arab. ‏المزار‎) – nieistniejąca już arabska wieś, która była położona w Dystrykcie Hajfy w Mandacie Palestyny. Wyludniona i zniszczona podczas I wojny izraelsko-arabskiej, po Sił Obronnych Izraela w dniu 25 lipca 1948 roku.

## Położenie
Al-Mazar leżała na przybrzeżnej nizinie u podnóża masywu góry Karmel. Według danych z 1945 roku do wsi należały ziemie o powierzchni 7976 ha. We wsi mieszkało wówczas 210 osób.
| własność gruntów | powierzchnia gruntów (hektary) |
| ---------------- | ------------------------------ |
| Arabowie         | 4432                           |
| Żydzi            | 856                            |
| publiczne        | 2688                           |
| Razem            | 7976                           |

| Rodzaj użytkowanych gruntów | Arabowie (hektary) | Żydzi (hektary) |
| --------------------------- | ------------------ | --------------- |
| uprawy cytrusów             | 5                  | 0               |
| uprawy oliwek               | 100                | 0               |
| uprawy nawadniane           | 473                | 113             |
| uprawy zbóż                 | 3750               | 743             |
| nieużytki                   | 2853               | 0               |
| zabudowane                  | 39                 | 0               |

## Historia
W okresie panowania Brytyjczyków al-Mazar była niewielką wsią.

Przyjęta 29 listopada 1947 roku Rezolucja Zgromadzenia Ogólnego ONZ nr 181 przyznała te tereny państwu żydowskiemu. Na samym początku I wojny izraelsko-arabskiej w dniu 17 maja 1948 roku wieś al-Mazar zajęli żołnierze żydowskiej organizacji paramilitarnej Hagana. We wsi napotkano jedynie 10-20 Arabów, którzy uciekli. Następnie żołnierze spalili wszystkie zabudowania wioski. Mieszkańcy powrócili jednak po kilku dniach. Na samym początku operacji Szoter w nocy z 24 na 25 lipca 1948 roku wieś ponownie zajęli izraelscy żołnierze. Wszyscy jej mieszkańcy zostali wówczas wysiedleni.

## Miejsce obecnie
Grunty wioski al-Mazar przejął utworzony w 1947 roku kibuc En Karmel. Palestyński historyk Walid Chalidi, tak opisał pozostałości wioski al-Mazar: 
„Po terenie jest rozrzucony gruz kamiennych domów, porośnięty chwastami, cierniami, kaktusami, figami i morwami”.